# Richard Nisbett

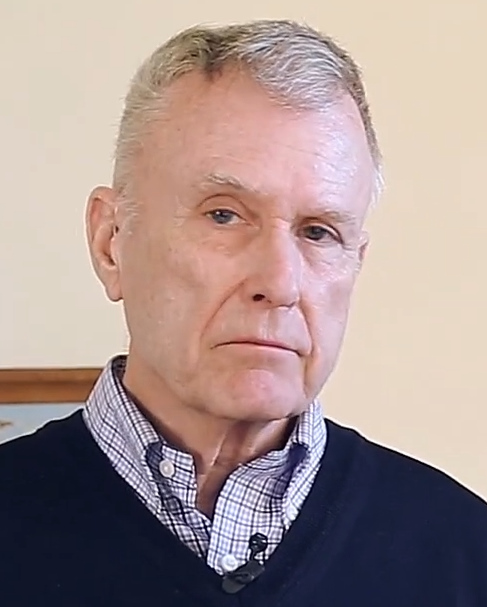
2014

Richard Nisbett är professor i socialpsykologi och verksam vid University of Michigan. Nisbetts forskning är bl.a. på områdena kultur, klass och åldrande.
Han är mest känd för sin publikation "Telling more than we can know: Verbal reports on mental processes" (med T. D. Wilson, 1977, Psychological Review, 84, 231–259), en av 70-talets mest citerade psykologiartiklar. Artikeln var den första genomarbetade och empiriskt baserade studien som försökte visa att ett antal mentala processer som påverkar känslor, preferenser och val inte är medvetna.  Artikeln kritiserades av vissa forskare.
Nisbetts  bok The Geography of Thought: How Asians and Westerners Think Differently... And Why (Free Press; 2003) hävdar att "human cognition is not everywhere the same," att asiater och västerlänningar "have maintained very different systems of thought for thousands of years," och att dessa skillnader är mätbara av forskningen. 
Nisbetts senaste bok, Intelligence and How to Get It: Why Schools and Cultures Count, argumenterar mot ståndpunkten att intelligens huvudsakligen är en genetiskt förutbestämd egenskap.  

## Författarskap
- Nisbett, R. and T. Wilson (1977). "Telling More than we can Know: Verbal reports on mental processes." Psychological Review 84(3): 231-259.
- Culture of Honor: The Psychology of Violence in the South (Westview Press, 1996)
- The Geography of Thought: How Asians and Westerners Think Differently... And Why (Free Press, 2003)
- Intelligence and How to Get It: Why Schools and Cultures Count (Norton, 2009)